# ♀
♀は、金星を表す占星術記号である。かつては天文学でも使われた。

## 概要
カール・フォン・リンネの発案により、生物学で雌（メス）を表す性別記号として使われ始めた。この意味では雌記号（めすきごう）、フェミニン (feminine (symbol)) と呼ぶ。
同時に、雄（オス）を表す記号として火星の記号の♂、雌雄同体を表す記号として水星の記号☿が導入されたが、その後☿の使用は廃れ、♀と♂だけが残った。

## 由来
ギリシア神話では、ローマ神話のウェヌス（ヴィーナス）と同一視される美の女神のアプロディーテーを示す記号として使用される。記号そのものが手鏡を示しており、それがヴィーナスのシンボルとされると共に女性を象徴するものとして生物学上の雌を意味する記号として扱われるようになった。

## 用法
- 天文学および占星術では金星を示す記号として使用される。
- 錬金術では銅を示す。
- 欧米では、コンセントのメスを示す記号として使用されることがある。

## 符号位置
| 記号 | Unicode | JIS X 0213 | 文字参照         | 名称               |
| ---- | ------- | ---------- | ---------------- | ------------------ |
| ♀    | U+2640  | 1-1-74     | &#x2640; &#9792; | 雌記号 Female Sign |